# Leonel Júlio
Leonel Júlio (Duartina, 13 de julho de 1935) é um comerciante e político brasileiro. 

## Carreira política
Eleito presidente da Assembleia Legislativa de São Paulo pelo MDB em 1975 durante o Regime Militar, foi cassado em 1976, acusado de ter comprado calcinhas com dinheiro público.
Em 1986, volta a política ao se candidatar a deputado federal pelo PTB, ficando como suplente. Filiou-se ao recém-fundado PTdoB em 1990, mas não concorreu nas eleições daquele ano.
Em 2006 concorreu a deputado estadual pelo PSC, obtendo somente 5.888 votos e não sendo eleito.
Em fevereiro de 2016, seu filho Marcel Ferrreira Júlio foi apontado como lobista de uma quadrilha que extorquia fornecedores de merendas para escolas públicas de São Paulo.  Marcel envolveu seu pai e  também apontou como participantes no esquema os deputados federais Nelson Marquezelli (PTB) e Baleia Rossi (PMDB), além dos deputados estaduais Fernando Capez (PSDB) e Luiz Carlos Godim (SD). Uma distribuidora de bebidas de Nelson Marquezelli foi apontada como destino da propina recolhida pela quadrilha que agia em pelo menos 22 municípios. Leonel seria cabo eleitoral de Marquezelli. Foi preso em 29 de março de 2016, junto com outros seis integrantes dos esquema dentro da Operação Alba Branca da Polícia Federal.